# Академія наук Республіки Таджикистан
Академія наук Республіки Таджикистан — найвища наукова установа Республіки Таджикистан, розташована у столиці держави місті Душанбе.

## З історії та сьогодення установи
Таджицька академія наук заснована у 1951 році на базі Таджицького філіалу АН СРСР як Академія наук Таджицької РСР. Першим Президентом (Головою) Академії наук ТРСР був Айні Садріддін.
Станом на 1958 рік АН Таджицької РСР мала 2 відділи: суспільних наук і природничих наук, які об'єднували 10 галузевих інститутів та 5 відділень; при АН існувала Памірська біологічна станція, ботанічні сади, заповідники, наукова бібліотека та інші структурні підрозділи. У 1959 році у складі установи було 3 почесні академіки, 16 академіків і 13 член-кореспондентів.
За СРСР головна увага спрямовувалася на розробку питань бавовництва, тваринництва, іригації, меліорації, гідроенергетики, на відшукання і освоєння родовищ корисних копалин. Як і раніше, нині чільне місце в дослідженнях таджицьких вчених займають проблеми розвитку основних економічних районів республіки, особливо гірських і високогірних. Широкі дослідження провадяться в галузі суспільних наук, розробляється наукова проблематика таджицької мови, складаються словники, досліджуються старовинні рукописи, фольклор, археологічні пам'ятки, вивчається історія, культура і розвиток філософської думки таджицького народу.
Від 1991 року — Академія наук Республіки Таджикистан.
Нині (2000-ні) в системі академії 3 відділення і 20 науково-дослідницьких інститутів:
- до відділення фізико-математичних, хімічних і геологічних наук відносяться науково дослідницькі інститути: математики; фізико-технічний ім. С. У. Умарова; астрофізики; хімії ім. В. И. Нікітіна; геології; сейсмостійкого будівництва та сейсмології; водних проблем, гідроенергетики і екології;
- до складу відділення біологічних і медичних наук входять такі науково-дослідницькі інститути: ботаніки; зоології та паразитології ім. Є. Н. Павловського; фізіології рослин і генетики; гастроентерології; Памірський біологічний ім. Х. Ю. Юсуфбекова;
- структуру відділення суспільних наук складають науково-дослідницькі інститути: історії, археології та етнографії ім. А. Доніша; мови та літератури ім. А. Рудакі; економіки; сходознавства та письмової спадщини; філософії ім А. М. Багоутдинова, гуманітарних наук, демографії, держави і права;
- діють також Памірський філіал, до складу якого входять 2 інститути, Худжандський науковий центр, Хатлонський науковий центр і низка інших установ, видавництво «Доніш», Центральна наукова бібліотека ім. Індіри Ганді.

## Президенти Академії наук Таджикистану
- Айні Садріддін (1951—1954)
- Алієв Гулям Алійович (в.о.) (1954—1957)
- Умаров Султан Умарович (1957—1964)
- Асимов Мухамед Сайфітдінович (1965—1988)
- Негматуллаєв Сабіт Хабібуллайович (1988—1995)
- Мірсаїдов Ульмас Мірсаїдович (1995—2005)
- Ілолов Мамадшо Ілолович (2005—2013)
- Рахімов Фарход Кодірович (2013—2024)
- Хушвахтзода Кобілджон Хушвахт (з 2024)

## Виноски
1. ↑  ROR Data — v1.19 — 2023. — doi:10.5281/ZENODO.7644942
2. ↑  http://aassa.asia/member/academies.php
3. ↑  https://www.int-maan.by/rus/full_members.php
4. ↑  https://web.archive.org/web/20221208195542/https://www.interacademies.org/network/member-academies
5. ↑  https://web.archive.org/web/20221009095816/https://council.science/members/online-directory/
6. ↑  Академія наук Таджицької РСР // Українська радянська енциклопедія : у 12 т. / гол. ред. М. П. Бажан ; редкол.: О. К. Антонов та ін. — 2-ге вид. — К. : Головна редакція УРЕ, 1977. — Т. 1 : А — Борона. — 542, [2] с., [38] арк. іл. : іл., табл., портр., карти с., стор. 105